# María Josefa Sancho de Guerra
María Josefa Sancho de Guerra, S.d.J., řeholním jménem María Josefa Srdce Ježíšova (7. září 1842 Vitoria – 20. března 1912 Bilbao) byla španělská římskokatolická řeholnice, zakladatelka a členka kongregace Služebnic Ježíše lásky. Katolická církev ji uctívá jako světici.

## Život

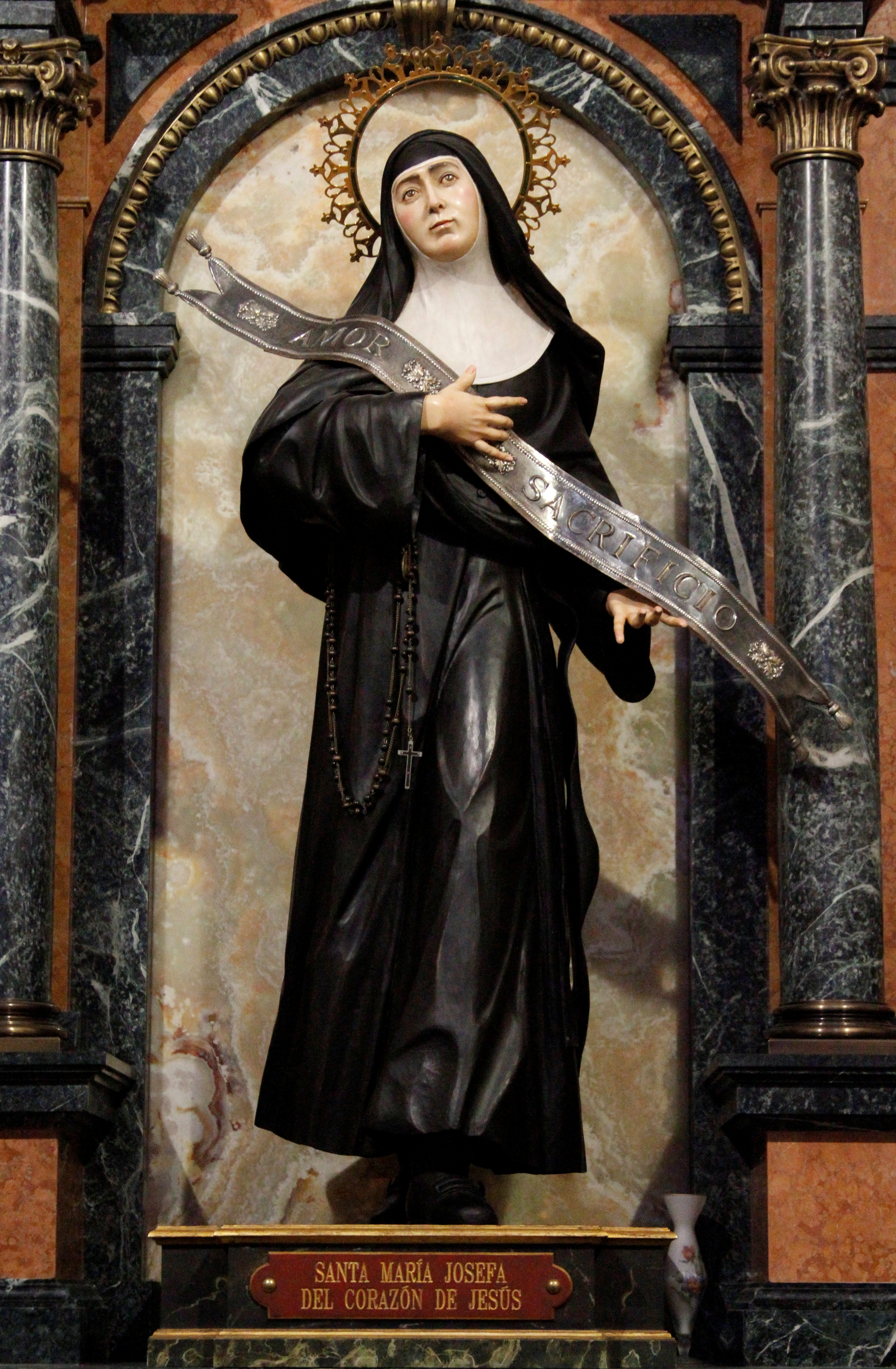
Její socha v boční kapli katedrály Panny Marie Almudenské v Madridu

Narodila se dne 7. září 1842 ve Vitorii jako nejstarší dcera Bernaba Sancha a Petry de Guerra. Následující den byla pokřtěna. Svátost biřmování přijala dne 10. srpna 1844. V sedmi letech jí zemřel otec a matka se ujala jejího duchovního rozvoje. Její matka ji také poslala ke svým příbuzným do Madridu na další vzdělávání.
Ve věku 18 let se vrátila do Vitorie, aby své matce oznámila své přání vstoupit do kláštera. Do kongregace Služebnic Marie, služebnic nemocných vstoupila ve věku 18 let. Měla však pochybnosti o svém povolání, pročež nesložila řeholní sliby a institut opustila. V té době se znala mj. se sv. Antonínem Maria Claretem a sv. Marií Soledadou Torres Acosta.
Dopěla k závěru, že jejím posláním je založení zcela nové ženské řeholní kongregace, do které má také vstoupit. Kongregaci Služebnic Ježíše lásky pak založila roku 1871. Jí založená kongregace má za cíl péči o děti, nemocné, staré a chudé. Stala se její první generální představenou a pod jejím vedením se kongregace značně rozrostla. Zvolila si řeholní jméno María Josefa Srdce Ježíšova.
Zemřela dne 20. března 1912 v Bilbau. Její ostatky byly v roce 1926 přeneseny z místního hřbitova do kaple tehdejšího mateřského domu jí založené kongregace v Bilbau.

## Úcta
Její beatifikační proces započal dne 7. ledna 1972, čímž obdržela titul služebnice Boží. Dne 7. září 1989 ji papež sv. Jan Pavel II. podepsáním dekretu o jejích hrdinských ctnostech prohlásil za ctihodnou. Dne 13. června 1992 byl uznán první zázrak na její přímluvu, potřebný pro její blahořečení.
Blahořečena pak byla dne 27. září 1992 na Svatopetrském náměstí papežem sv. Janem Pavlem II. Dne 28. června 1999 byl uznán druhý zázrak na její přímluvu, potřebný pro její svatořečení. Svatořečena pak byla dne 1. října 2000 na Svatopetrském náměstí papežem sv. Janem Pavlem II.
Její památka je připomínána 20. března. Bývá zobrazována v řeholním oděvu. Je patronkou jí založení kongregace.